# Federico I de Austria (Babenberg)
Federico I (en alemán: Friedrich) (ca. 1175 - 16 de abril de 1198), conocido como Federico el Católico o el cristiano (en alemán: Friedrich der Katholische o der Christliche), fue duque de Austria desde 1195 hasta 1198. Fue miembro de la Casa de Babenberg.

## Biografía
Federico el Católico nació en 1175, hijo del duque Leopoldo V de Austria. En 1197, participó en la germana Cruzada de 1197, dirigida por el emperador Enrique VI. Federico murió cuando regresaba de Palestina. Nunca se casó. Fue enterrado en la abadía de Heiligenkreuz en Baja Austria.